# Anoectangium impressum
Anoectangium impressum är en bladmossart som beskrevs av Georg Ernst Ludwig Hampe 1874. Anoectangium impressum ingår i släktet Anoectangium och familjen Pottiaceae. Inga underarter finns listade i Catalogue of Life.